# Video Olympics
Video Olympics är en spelkassett programmerad av Joe Decuir for Atari Inc. till spelkonsolen Atari 2600. Det var en av de nio lanseringstitlarna vid konsolsläppet i oktober 1977. Spelet är en portering av Ataris populära spelserie Pong. Det släpptes även av Sears för deras Atari 2600-klon Sears Video Arcade under titeln Pong Sports. 

## Gameplay
Det är en samling av olika spel, flera av dem tidigare lanserade av Atari som arkadspel under första halvan av 1970-talet. Spelen spelades med 2600:s paddlekontroll, och är för mellan 1 och 4 spelare (3 eller 4 spelare kräver ett andra sätt av paddlekontroller).

## Spel
Video Olympics innehåller följande spel:
- Pong
- Super Pong
- Pong Doubles
- Quadrapong
- Soccer
- Foozpong (baserat på Foozball)
- Handball
- Ice Hockey
- Basketball
- Volleyball